# 리얼로봇
리얼로봇(영어: Real Robot, 일본어: リアルロボット 리아루봇토[*])은 애니메이션, 게임 등에 등장하는 가상의 로봇 분류의 하나로, 현실을 중시한 로봇의 총칭이다. 대량 생산적인 무기 · 기계로 그려진다. 《건담 시리즈》, 《마크로스 시리즈》 등이 대표적이다.